# Christina Becker
Christina Becker (Dortmund, 12 de diciembre de 1977) es una exciclista profesional alemana tanto de ciclismo en pista como de carretera. Debutó como profesional en 1999. Destacó en los Campeonatos de Pista de Alemania donde ha obtenido 4 victorias (2 en Persecución y 2 en Puntuación); internacionalmente obtuvo dos victorias profesionales (1 etapa en el Tour de Turingia femenino y 1 etapa en la Vuelta Ciclista Femenina a El Salvador).
Es la hermana mayor de la también ciclista profesional Charlotte Becker coincidiendo en el mismo equipo en los años 2004 y 2005.

## Palmarés
1999
- 2.ª en el Campeonato Europeo Persecución sub-23
- 3.ª en el Campeonato de Alemania Persecución

2001
- 3.ª Campeonato de Alemania Persecución

2002
- 1 etapa del Tour de Turingia femenino
- Campeonato de Alemania Persecución

2003
- Campeonato de Alemania Persecución
- 2.º en el Campeonato de Alemania Puntuación

2004 (como amateur)
- 2.ª Campeonato de Alemania Persecución
- Campeonato de Alemania Puntuación

2005 (como amateur)
- 3.ª Campeonato de Alemania Persecución
- 1 etapa de la Vuelta Ciclista Femenina a El Salvador

2007
- Campeonato de Alemania Puntuación

2008
- 2.ª Campeonato de Alemania Persecución

2009
- 3.ª Campeonato de Alemania Persecución

## Resultados en Grandes Vueltas y Campeonatos del Mundo
Durante su carrera deportiva ha conseguido los siguientes puestos en las Grandes Vueltas femeninas y en los Campeonatos del Mundo en carretera:
| Carrera              | 1999 | 2000 | 2001 | 2002 | 2003 | 2004 | 2005 | 2006 | 2007 | 2008 | 2009 | 2010 | 2011 |
| -------------------- | ---- | ---- | ---- | ---- | ---- | ---- | ---- | ---- | ---- | ---- | ---- | ---- | ---- |
| Giro de Italia       | -    | -    | -    | -    | -    | -    | -    | -    | -    | 86.ª | -    | -    | -    |
| Tour de l'Aude       | -    | -    | -    | 52.ª | -    | -    | -    | -    | -    | -    | -    | -    | X    |
| Grande Boucle        | -    | Ab.  | -    | -    | -    | -    | -    | -    | -    | -    | -    | X    | X    |
| Mundial en Ruta      | -    | -    | -    | -    | -    | -    | -    | -    | -    | -    | -    | -    | -    |
| Mundial Contrarreloj | -    | -    | -    | -    | -    | -    | -    | -    | -    | -    | -    | -    | -    |

-: no participa

Ab: abandono

X: ediciones no celebradas

## Equipos
- Red Bull (1999-2002)
  - Red Bull (1999)
  - Red Bull Frankfurt (2000-2001)
  - Red Bull (2002)
- T-Mobile Professional Cycling (2006)
- Team Getränke Hoffmann (2007)
- Equipe Nürnberger Versicherung (2008-2009)